# François Narmon
François baron Narmon (Jette, 26 januari 1934 – Meise, 14 maart 2013) was een Belgisch bankier, sportbestuurder en hoogleraar.

## Biografie
François Narmon werd geboren in het eenvoudige gezin van Hendrik Narmon en Maria-Theresia Van Der Hoeven. Zijn vader overleed toen hij 13 jaar was. Toch kon hij dankzij zijn broer verder studeren aan de Rijksuniversiteit Gent en aan de École commerce de Solvay van de Université libre de Bruxelles en studeerde hij als handelsingenieur af. In 1957 ging Narmon aan de slag bij het Gemeentekrediet, waar hij zijn hele loopbaan actief was. Geen toeval, want een van zijn professoren, Marcel Vanaudenhove, was toen secretaris-generaal van het Gemeentekrediet, met het gevolg dat hij er vanaf 1955 stage liep.

### Gemeentekrediet/Dexia
Narmon doorliep alle geledingen van de Belgische staatsbank en werd in opvolging van Vanaudenhove voorzitter van het directiecomité en de raad van bestuur in 1979. Hij bleef voorzitter toen het Gemeentekrediet in 1996 met het Crédit local de France fuseerde tot Dexia, waarvan hij samen met de Fransman Pierre Richard mee aan de wieg stond. In 1999 volgde zijn rechterhand Luc Onclin hem als voorzitter van het directiecomité van Dexia Bank België op. Van 1999 tot zijn pensionering in 2005 was hij voorzitter van de hele Dexia-groep. Op 1 januari 2006 volgde Pierre Richard hem als Dexia-voorzitter op.
In april 2004 werd hij samen met drie anderen, waaronder Onclin, in verdenking gesteld voor schriftvervalsing en fiscale fraude. Het viertal zou tussen 1988 en 1998 bij het Gemeentekrediet en later Dexia een systeem hebben opgezet waarbij klanten successierechten konden ontlopen. In 2009 stelde de Brusselse raadkamer hen over de hele lijn buiten vervolging.
Narmon verscheen de laatste maal in de nationale media toen hij in 2011 kwam getuigen in de bijzonder Dexia-commissie van de Kamer van volksvertegenwoordigers.

### Andere activiteiten
Buiten zijn loopbaan als bankier was Narmon vele jaren secretaris en voorzitter van voetbalclub Racing Club de Jette.
Van 1976 tot 1992 was hij buitengewoon hoogleraar accountancy aan de Vrije Universiteit Brussel en de Université libre de Bruxelles.
Van 1998 tot 2004 was Narmon voorzitter van het Belgisch Olympisch en Interfederaal Comité (BOIC). Voordat hij de functie van voorzitter uitoefende was hij reeds vanaf 1974 bestuurder van het BOIC en tevens schatbewaarder van de organisatie. Van 2002 tot 2004 was hij ook lid van het Internationaal Olympisch Comité (IOC). Narmon was ook voorzitter van het Comité voor de ontwikkeling van de sport in België. Pierre-Olivier Beckers-Vieujant volgde hem als BOIC-voorzitter op.
Hij was tevens bestuurder van de Koninklijke Schenking en cultuurfestival Europalia.

## Eerbetoon
In 1996 werd Narmon door koning Albert II verheven in de persoonlijke adelstand (in 2001 uitgebreid tot erfelijk) met de persoonlijke titel van baron. Hij nam als wapenspreuk: Perseveranter.
Hij was commandeur in de Orde van Leopold II en officier in het Legioen van Eer.

## Privé
Narmon trouwde in 1960 met Marie-Elisabeth Breels (1935-2008), met wie hij twee dochters had. Hij trouwde in 1989 met de historica Marleen Kin, met wie hij drie zoons had.